# Glavati
Glavati su naselje u Boki kotorskoj, u općini Kotor. Pripada mikroregiji Grbalj, preciznije oblasti Donji Grbalj. Osim Glavata spomenuta mikroregija obuhvaća i naselja Lješevići, Vranovići, Pobrđe, Glavatičići, Kubasi, Kovači, Zagora, Višnjeva, Krimovica. 	

## Stanovništvo

### Nacionalni sastav po popisu 2003.
- Srbi - 79
- Crnogorci - 51
- Hrvati - 1
- Neopredijeljeni - 29

## Poznate osobe iz Glavata
- Mitrofan Ban - arhiepiskop Crnogorske pravoslavne crkve